# Guennadi Miasnikov
Guennadi Alekseievitch Miasnikov (en russe : Генна́дий Алексе́евич Мяснико́в), né le 12 septembre 1919 à Sosnovka dans le Kraï de Perm et mort à Moscou en 1989, est un directeur artistique  soviétique. Membre du PCUS depuis 1972.

## Biographie
Guennadi Miasnikov nait au village Sosnovka dans le Kraï de Perm, mais passe son enfance à Lysva. Diplômé de l'école professionnelle des beaux-arts de Perm en 1938 et de l'Institut national de la cinématographie (VGIK) en 1943. Il enseigne ensuite à VGIK, puis y occupe une chaire de professeur à partir de 1976. 
Il est nommé, avec Mikhaïl Bogdanov, pour l'Oscar des meilleurs décors pour son travail dans Guerre et Paix de Serge Bondartchouk aux Oscars de 1969, mais le trophée est finalement remporté par l'équipe artistique d'Oliver !. Sa carrière cinématographique a duré plus de quarante ans. Il a travaillé sur deux films primés au festival de Cannes, Hommes en guerre de Sergueï Vassiliev (prix de la mise en scène en 1955), et Les Cosaques de Vassili Pronine (Palme d'or en 1961).
Mort à Moscou, Guennadi Miasnikov est enterré au cimetière Vostriakovo.

## Filmographie
G. Miasnikov participe à la réalisation de 29 films entre 1946 et 1987, parmi lesquels :
- 1946 : La Fleur de pierre (Каменный цветок) de Alexandre Ptouchko
- 1950 : Les Audacieux (Смелые люди, Smelye liudi) de Konstantin Youdine
- 1951 : Prjevalski (Пржевальский) de Sergueï Ioutkevitch
- 1955 : Hommes en guerre (Герои Шипки) de Sergueï Vassiliev
- 1957 : Le Communiste (Коммунист) de Youli Raizman
- 1958 : Le Voyage des trois mers (Хождение за три моря) de Vassili Pronine et Khwaja Ahmad Abbas
- 1961 : Les Cosaques (Казаки, Kazaki) de Vassili Pronine
- 1967 : Guerre et Paix (Война и мир, Voyna i mir) de Serge Bondartchouk
- 1975 : La Dernière Victime (Последняя жертва) de Piotr Todorovski
- 1977 : La Femme commune (Cтpaннaя жeнщинa, Strannaya jenchthina) de Youli Raizman.

## Nominations et récompenses
- 1969 : British Academy Film Award des meilleurs décors aux 23es British Academy Film Awards pour Guerre et Paix de Serge Bondartchouk
- 1969 : Nomination à l'Oscar des meilleurs décors pour Guerre et Paix de Serge Bondartchouk aux 41es Oscars.